# Дворец Любомирских (Львов)

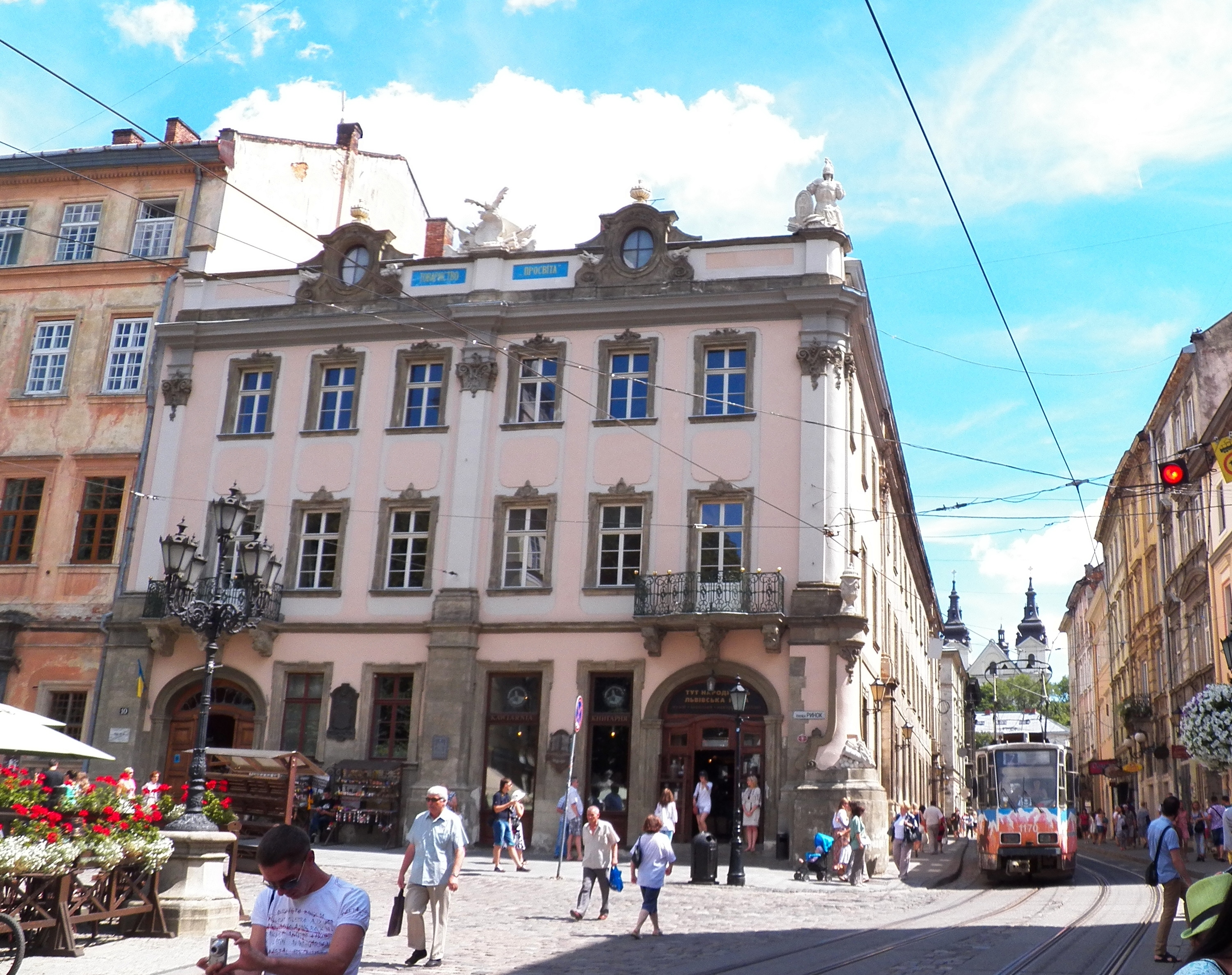
Дворец Любомирских

Дворе́ц Любоми́рских — памятник архитектуры барокко во Львове (Украина). Находится в центральной части города, на площади Рынок, 10.
Дворец Любомирских является одним из наиболее удачных образцов общественной архитектуры Львова XVIII века. Со стороны ул. И. Фёдорова расположен каменный портал, в замковом камне которого помещен резной картуш с датой 1695. Однако планировка подвалов и сохранившиеся в них готические стрельчатые своды свидетельствуют о более раннем основании здания.
Здание было перестроено в 1760-е годы архитекторами Б.Меретином и М.Урбаником по проекту Яна де Витта на месте нескольких мещанских камениц (среди которых был также дом львовского латиноязычного поэта Шимона Шимоновича). Заказчиком и владельцем дворца был Станислав Любомирский (1709—1793), воевода брацлавский. Внешний вид здания — лёгкий, парадный. Здание выполнено из кирпича, оштукатурено, в плане представляет собой вытянутый прямоугольник с небольшим внутренним двориком, трехэтажное. Занимает целый квартал между площадью рынок, улицами Русской и Ивана Фёдорова. Дворец имеет три открытых для обозрения фасада. Парадный, самый нарядный фасад обращен на площадь Рынок. Он украшен пилястрами с лепными нарядными капителями, окна обрамлены наличниками с гирляндами, имеет балконы с ажурными металлическими решетками, опирающиеся на фигурные кронштейны. Низ дворца Любомирских утяжелён, верхние этажи ритмически расчленены пилястрами и лопатками. Здание завершается узорчатым аттиком, скомпонованным из овальных люков и скульптуры. Фасады, обращенные на улицы Русскую и И. Фёдорова, решены значительно проще. Гладкую поверхность стен расчленяют плоские пилястры с капителями, окна обрамляют строгой формы наличники.
Скульптурный декор здания принадлежит С.Фесингеру, выполнен мастером С.Кодецким. Аллегоричность декора ярко выражена в оформлении заокругленного угла, скомпонованного из военной и рыцарской эмблематики.
В 1895 году здание было куплено обществом «Просвита» и стало называться домом «Просвиты». В здании разместился ряд украинских культурно-образовательных учреждений. Его посещали Иван Франко, Леся Украинка, Этель Войнич, Василий Стефаник и другие. В советский период здесь были открыты фонды музея Львовского отделения института искусствоведения, фольклора и этнографии им. М. Т. Рыльского АН УССР (ныне — Институт народоведения).